# CUS Siena Volley
La CUS Siena Volley è una società pallavolistica di Siena. La squadra femminile ha partecipato al campionato di Serie B2, mentre quella maschile è stata ai vertici della pallavolo italiana negli anni settanta.

## Storia della società
Sorta all'interno del Centro Universitario Sportivo dell'Università degli Studi di Siena, il club esordì in Serie A nei primi anni settanta.
Attualmente milita in Serie B2 da 3 anni dopo aver centrato la promozione dalla C nell'anno 2006-2007.

## Cronistoria
- 1974-1975 12ª in Serie A
- 1975-1976 4ª in Serie A Girone A
- 1976-1977 4ª in Serie A Girone B

...
- 2008-2009 in serie C. Promossa
- 2009-2010 in Serie B2
- 2010-2011 in Serie B2

## Giocatori famosi
- Fabio Menta